# Gate (Hjo)
Gate is een plaats in de gemeente Hjo in het landschap Västergötland en de provincie Västra Götalands län in Zweden. De plaats heeft 59 inwoners (2005) en een oppervlakte van 10 hectare. Gate wordt in westen begrensd door landbouwgrond en in de overige windrichtingen door bos, de afstand tot het Vättermeer bedraagt minder dan een kilometer. De stad Hjo ligt zo'n twintig kilometer ten noorden van het dorp.

## Verkeer en vervoer
Bij de plaats loopt de Länsväg 195.